# Савоя (історичний регіон)

Савоя — французький регіон.

45°34′12″ пн. ш. 5°54′42″ сх. д. / 45.57° пн. ш. 5.9118° сх. д.
Саво́я (лат. Sapaudia, фр. Savoie, італ. Savoia) — культурно-історичний приальпійський регіон у південно-східній Франції та Північній Італії.

## Історія
Савоя вперше згадується в IV ст. н. е. як місцевість у Римській Галлії. У 443 р. з дозволу римлян область зайняли залишки переможених гунами бургундців, які зробили її вихідним пунктом для подальших завоювань у долині Рони.
Після розпаду монархії Каролінгів Савоя ввійшла до складу Бургундського королівства. У 1032 р. вона разом із Бургундією підкорилася владі німецьких королів. На той час Савойське графство перебувало під владою графа Гумберта Білорукого. Його син Одо за допомогою шлюбу, укладеного в 1050 році з Адельгейдою, дочкою і спадкоємицею Манфреда, Туринського маркграфа, об'єднав під одною владою Савою і П'ємонт.
Савойські графи в боротьбі між гвельфами і гібелінами були постійними союзниками імператорів. Їм вдалося розширити свої спадкові володіння як в Італії, так і в Альпійській області (нині Швейцарія). Граф Петро II († 1268) приєднав до Савої нинішній кантон Во. За його племінників, Томаса III і Амадея V, П'ємонт і Савоя розділилися. Амадею V, графу Савойському, було надано звання імперського князя. Амадей VII (1383–1391) приєднав 1388 року до Савої графство Ніццу. Його син Амадей VIII у 1416 році отримав від імператора Сигізмунда титул герцога Савойського. У 1418 році згасла п'ємонтська гілка того ж роду, і П'ємонт знову об'єднався з Савоєю. У 1422 році імператор подарував у лен герцогу Савойському графство Геную.
У 1434 р. Амадей VIII склав із себе владні повноваження. П'ять років по тому він був обраний папою під ім'ям Фелікса V, але в 1449 р. зрікся тіари. Син Амадея VIII Людовик (1434–1465) установив законом нероздільність Савої і П'ємонту.
У 1530–1536 р., за герцога Карла III, Савоя втратила Женеву, Во та інші володіння в Швейцарії. У 1536 р. французи під час війни з імператором Карлом V зайняли Турин, потім майже весь П'ємонт і Савою. Тільки в 1559 р. Еммануїл Філіберт, син Карла III, зміг повернути свої родові володіння, крім деяких фортець, які були повернуті йому пізніше. Його управління може вважатися кінцем феодальної системи і початком освіченого абсолютизму. Його син Карл Еммануїл I (1580–1630), честолюбний і неспокійний, втягнув країну в численні війни, особливо з Францією. Герцог Віктор-Амадей II у Війні за іспанську спадщину приєднався спершу до Людовика XIV, потім (1703) перейшов на бік Австрії. Унаслідок цього майже вся його держава була зайнята французами, і тільки перемога Євгенія Савойського при Турині (1706) відновила його владу.
За Утрехтським миром 1713 р. Віктор-Амадей II отримав Монферрат, значну частину герцогства Міланського і Сицилійське королівство, отримавши таким чином титул короля. На заміну Сицилії, яка в 1718 р. була завойована іспанцями, він отримав за Лондонським договором 1720 Сардинське королівство. Відтоді Савоя, П'ємонт і Сардинія становили єдине Сардинське королівство під владою Савойського дому.
У 1860 році сардинський король Віктор Еммануїл II у винагороду за французьку військову допомогу по відвоюванню у австрійців Парми, Тоскани, Модени і Романьї, поступився Франції Савоєю разом із Ніццою. Була дотримана формальність плебісциту, але приймались заходи, щоб він виявився на користь приєднання. Поступка цією територією викликала велике роздратування проти уряду; його висловив у дуже різкій формі уродженець Ніцци сам Гарібальді. На території приєднаної до Франції  Савої було утворено два французькі департаменти: Савоя та Верхня Савоя.